# Бруно Кверфуртский
Бру́но Кве́рфуртский (нем. Bruno von Querfurt, около 970 или 974, Кверфурт — 14 февраля (?) или 9 марта 1009, Пруссия) — святой, апостол Пруссии, епископ, миссионер, граф. Монашеское имя — Бонифаций. Проповедовал христианство в Восточной Европе.

## Биография
Бруно родился в состоятельной семье графов Кверфуртских (эта территория ныне в составе земли Саксония-Анхальт), которые приходились родственниками императорской семье. Он был одним из четверых сыновей Бруно Старшего, графа фон Кверфурт, и его жены Иды. Когда ему было 6 лет, родители отправили его учиться в знаменитой магдебургской школе, основанной архиепископом Адальбертом Магдебургским. После её окончания остался служить каноником в Магдебурге.
Император Оттон III приблизил его ко двору. В 996—997 годах Бруно сопровождал Оттона в Рим, где встретился с Адальбертом Пражским, проникся аскетизмом и принял монашество.
В 998—1002 годах монашествовал сначала в бенедиктинском монастыре св. Алексея на Авентине, затем, под руководством аббата Ромуальда в монастыре возле Равенны. В 1002 году получает от папы благословение на миссионерскую деятельность в Польше и тем самым становится как бы преемником Адальберта Пражского. Император Оттон надеялся основать между Эльбой и Одером, на землях, вошедших в состав Бранденбурга или Померании, монастырь, чтобы с его помощью обратить местное население в христианство.

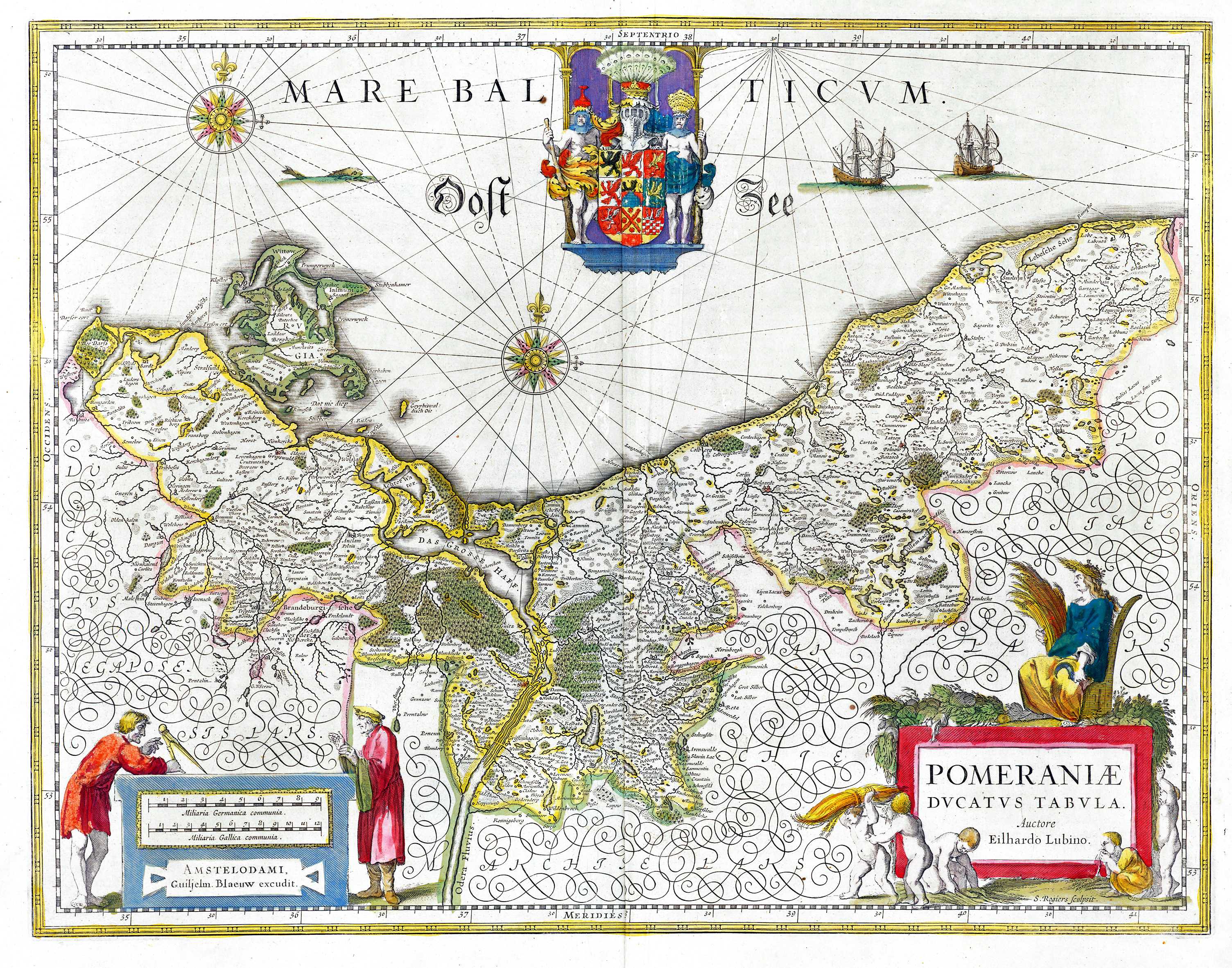
Земли, отведённые Св. Бруно в 1003 году были в области, показанной на левом берегу Одера, вдоль побережья Западной Померании или будущее маркграфство Бранденбург к югу.

В 1004 году Бруно посвящён в архиепископы и, поскольку он был увлечен миссионерскими идеями, Папа Римский Сильвестр II сделал его архиепископом язычников (лат. archiepiscopus gentium, то есть миссионером, не имеющим определённого диоцеза). Ему были назначены земли на левом берегу Одера, в будущем вошедшие в маркграфство Бранденбург.
Однако новый король Германии Генрих II, у которого возник конфликт с Болеславом Польским, не поддержал Бруно, который пытался побудить его к крестовому походу против пруссов. Бруно отправился проповедовать в Венгрии (среди так называемых «чёрных» венгров, остававшихся язычниками). Он поехал в те места, которые посещал Адальберт Пражский. Бруно попытался склонить Ахтума, правителя Баната, который в то время находился под юрисдикцией Константинопольского патриархата, перейти под юрисдикцию папы Римского, но это вызвало недовольство со стороны прежде всего местных монахов. Бруно вынужден был покинуть эту территорию. После этого он создал свой труд об Адальберте Пражском. Вероятно около 1005 года совершил поездку в Польшу, где встречался с князем Болеславом.
В 1008 году Бруно Кверфуртский посетил Русь, встретился с Владимиром Святославичем, при поддержке которого отправился крестить печенегов. Пробыв в их земле пять месяцев, он смог добиться успехов в миссионерской деятельности, рукоположив для них епископа из числа одного из своих спутников. Судьба этой епархии неизвестна, по-видимому, она оказалась недолговечной, судя по полному отсутствию дальнейших сведений об этой епископии. Скорее всего, после отъезда печенеги вновь вернулись к своей вере. Но, по крайней мере, в результате деятельности Бруно между печенегами и Владимиром на некоторое время установился мир.

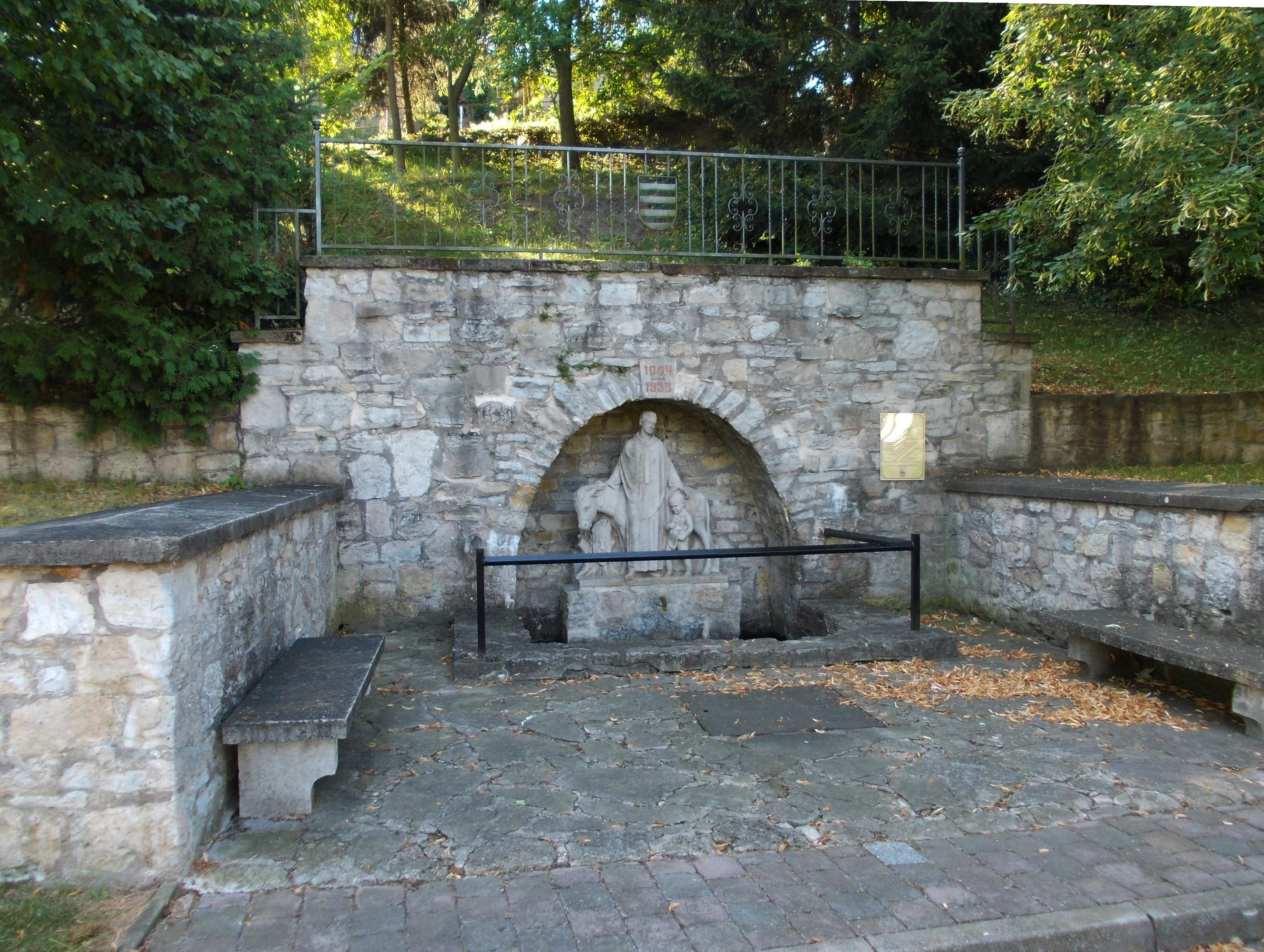
Фонтан Бруно в Кверфурте

После миссии у печенегов Бруно приехал в Польшу. Между Болеславом Польским и Генрихом Немецким вновь вспыхнула война. Бруно отправил миссию в Швецию, к королю Олафу Шётконунгу (после первых успехов сведения об этой миссии теряются), а сам попытался примирить правителей Германии и Польши, впрочем, безрезультатно. Написанные в Польше послания Бруно королю Германии относятся к редким свидетельствам современников о Владимире Киевском и князе Польши Болеславе I Храбром.
Находясь в Польше, Бруно узнал о том, что его друг Бенедикт и ещё четверо братьев по монастырю были убиты грабителями несколько лет назад, и записал эту историю. Труд вышел под названием «Vita quinque fratrum» (Житие пятерых братьев). Бруно Кверфуртский изучил обстоятельства убийства св. Адальберта Пражского (погибшего, как и сам Бруно, у пруссов в 997 г.), а также пяти своих братьев по монастырю (погибших в 1001) и описал эти события в сочинениях «Житие пяти братьев» и «Страдания святого Адальберта». Другим известным биографом Адальберта и его современником был монах-бенедиктинец Иоанн Канапариус.

### Смерть св. Бруно Кверфуртского
Осенью 1008 или зимой 1008/1009 годов. Бруно с 18 или 24 спутниками отправился проповедовать христианство к пруссам, где сначала ему удалось крестить местного князя («короля пруссов») Нетимера и ряд лиц его окружения. Но вскоре после этого, то есть 14 февраля или 9 марта 1009 года Бруно был обезглавлен, а 18 его спутников повешены по приказу Зебедена, брата Нетимера; по свидетельству хроники Саксонского анналиста (середина XII века), а также Магдебургских анналов (ок. 1170) и некоторых др. источников, это произошло «на стыке границ уже упоминавшегося края - Пруссии, Руси и Литвы». Согласно «Хронике земли Прусской» брата-священника Тевтонского ордена XIV века Петра из Дусбурга, река Мемель (Неман) отделяла Русь, Литву и Куронию от Пруссии. Новогрудок, около 1040 года, согласно сообщению русских летописей, находился вблизи границы Руси и Литвы.
Описанна легенда, что князь Болеслав Храбрый доставил тело Брунона Кверфуртского в Польшу.
Бруно был канонизирован в 1024 году, память в Католической церкви — 15 октября. Предполагается, что в его честь был назван город Браунсберг. В польском городе Гижицко в 1998 году установлен памятник — как считается, на том самом месте, где Бруно Кверфуртский был убит. Многим историкам, однако, выбор именно этого места не представляется обоснованным.